# Primaire (chimie)
Pour les articles homonymes, voir Primaire.
En chimie organique, l'adjectif « primaire » est utilisé pour classer certains types de composés (alcools, amines, amides, halogénure d'alkyle, etc.)  ou intermédiaires réactionnels (radicaux alkyle, carbocations, etc.). Il désigne le degré de substitution (de) des atomes d'hydrogène lié à l'atome central (carbone, azote, phosphore, etc.) de la fonction en question, par des groupes organyles, et en l'occurrence le fait qu'un seul atome d'hydrogène a été remplacé par un groupe organyle.
Par exemple, l'atome central d'un groupe alcool est l'atome de carbone, lié à un groupe hydroxyle ; l'alcool sera qualifié de « primaire » si l'atome de carbone est lui-même primaire, c'est-à-dire qu'outre le groupe hydroxyle, il est un lié à un seul groupe organyle, et deux atomes d'hydrogène. S'il est lié à deux groupes organyles et un atome d'hydrogène, il sera qualifié de « secondaire », et s'il est lié à trois groupes organyles, il sera qualifié de « tertiaire ». De même, une amine sera qualifiée de « primaire » si son atome central, l'atome d'azote, est primaire (lié à un seul groupe organyle), et une phosphine  sera qualifié de « primaire » si son atome central, l'atome de phosphore, est primaire.
|                                         | Comparaison d'atomes primaires, secondaires, tertiaires et quaternaires. Les atomes centraux sont marqués en rouge dans les différents groupes fonctionnels. |            |           |                                |
|                                         | primaire | secondaire | tertiaire | quaternaire                    |
| Atome de carbone d'un composé organique | |            |           |                                |
| Alcool                                  | |            |           | n'existe pas                   |
| Amine                                   | |            |           | (Voir ammonium quaternaire)    |
| Amide                                   | |            |           | n'existe pas                   |
| Phosphine                               | |            |           | (voir phosphonium quaternaire) |